# Wolfgang Jenewein
Wolfgang (Peter) Jenewein (* 27. März 1969 in München) ist ein deutscher und österreichischer Betriebswirtschafter. Von 2011 bis 2022 war er Ordinarius für Betriebswirtschaftslehre an der Universität St. Gallen und Direktor des heutigen Institutes für Mobilität (IMO-HSG). Seit 2023 ist Wolfgang Jenewein geschäftsführender Inhaber der Jenewein AG, einer Leadership- und Kulturberatung. Darüber hinaus hält er weiterhin eine Titularprofessor an Universität St. Gallen.

## Leben
Jenewein studierte BWL an der Fachhochschule in München und absolvierte anschließend von 1993 bis 1996 an der Universität Innsbruck ein Volkswirtschaftsstudium. Anschließend promovierte und habilitierte er an der Universität St. Gallen.
Nach seiner Habilitation erhielt er einen Ruf an die Rheinisch-Westfälischen Technischen Hochschule Aachen (kurz: RWTH Aachen) zum Ordinarius für Personalführung und Weiterbildung. Von 2010 bis 2011 war er darüber hinaus Akademischer Direktor der RWTH International Academy, bevor er 2011 an die Universität St. Gallen als Ordinarius für Betriebswirtschaftslehre berufen wurde. Von 2011 bis 2018 war Jenewein Mitglied in der Direktion der Executive School der Universität St. Gallen sowie Akademischer Direktor des Executive MBA Programs. Von 2011 bis 2022 war er auch Direktor am Institut für Mobilität (IMO-HSG), ehemalig das Institut für Customer Insight (ICI-HSG).
Wolfgang Jenewein beschäftigt sich in Forschung und Lehre schwerpunktmäßig mit Positiver Führung, der kulturellen Transformation von Organisationen, sowie der Führung von Hochleistungsteams in der Wirtschaft und im Sport. Er hält Vorlesungen an der Universität St. Gallen, der Rotman School of Management (University of Toronto) sowie der RWTH Aachen und wurde dafür mehrfach ausgezeichnet – unter anderem im Mai 2016 mit dem „Credit Suisse Best Teaching Award“ der Universität St. Gallen und im Oktober 2018 mit dem „Best Teacher Worldwide of the Academic Year 2018 Award“ des renommierten, internationalen CEMS Programms. Zudem wurde Wolfgang Jenewein im Frühjahr 2016 vom „Focus“-Magazin als einer der fünf einflussreichsten Leadership-Coaches in Deutschland benannt.
Wolfgang Jenewein berät und coacht internationale Großkonzerne auf Vorstandsebene und arbeitet mit diversen Hochleistungsteams aus dem Sport zusammen. Des Weiteren ist er akademischer Leiter der beiden renommierten Weiterbildungen CAS Change & Innovation Management und CAS Sportmanagement-Programms an der Universität St. Gallen.
Seine Publikationsliste umfasst zahlreiche Bücher und wissenschaftliche Artikel in führenden Zeitschriften und Magazinen.

## Privates
Wolfgang Jenewein ist seit 2010 verheiratet und Vater von drei Kindern.
Er ist leidenschaftlicher CrossFit Masters Athlete und nimmt regelmäßig an internationalen Wettkämpfen teil. In 2018 wurde er Zweiter beim Austrian Champions Day (Age Category 45+).  Ein Jahr später, in 2019, wurde er Vierter beim Cyprus Throwdown (Age Category 50+). Im selben Jahr belegte er bei den Crossfit-Open-Wettkämpfen den ersten Platz in Österreich und wurde damit Fittest Man in Austria (Age Category 50-54). Im März 2024 nahm er erneut an den Crossfit Open (Age Category 55+) teil und schaffte es unter die besten 20 Athleten in Europa in seiner Altersklasse.

## Schriften (Auswahl)
- Warum unsere Chefs plötzlich so nett zu uns sind und warum sie es sogar ernst meinen. Ecowin, ISBN 978-3-7110-0167-2
- High-Performance-Teams: Die fünf Erfolgsprinzipien für Führung und Zusammenarbeit. Schäffer-Poeschel, ISBN 3-7910-2293-8
- High-Performance-Organisationen: Wie Unternehmen eine Hochleistungskultur aufbauen. Schäffer-Poeschel, ISBN 978-3-7910-3072-2
- Begeisterte Mitarbeiter: Wie Unternehmen ihre Mitarbeiter zu Fans machen. Schäffer-Poeschel, ISBN 3-7910-3320-4
- Erfolgsgeschichten selber schreiben: Unternehmer, die es geschafft haben. Hanser Fachbuch, ISBN 978-3-446-19220-1
- Tiki-Taka für Manager, in: Harvard Business Manager, 2014, 7, 18-29 (online)
- Unternehmenskultur als Differenzierungsfaktor: wie Unternehmen ihre Mitarbeiter zu Fans machen, in: Zeitschrift Führung + Organisation: ZfO, 2014, 83(1), 10-15 (online)
- Schwarmintelligenz : Wie Sie Ihre Unternehmung ins Schwärmen bringen, in: Perspectives: Management-Journal, 2012, 4, 149-161 (online)
- Guter Chef, Gute Verkäufer, in: Harvard Business Manager, 2012, 9, 44-46 (online)
- Change Management: Das Klinsmann Projekt, in: Harvard Business Manager, 2008, 29(6), 16-30 (online)